# John Ensign
John Eric Ensign (ur. 25 marca 1958 w Roseville, Kalifornia) – amerykański polityk, członek Partii Republikańskiej. W latach 1995–1999 był przedstawicielem stanu Nevada w Izbie Reprezentantów Stanów Zjednoczonych, a w roku 2000 i ponownie w 2006 został wybrany senatorem Stanów Zjednoczonych ze stanu Nevada. Drugą kadencję zdobył w wyborach, które odbyły się 7 listopada 2006. Jego przeciwnikiem z Partii Demokratycznej był Jack Carter, syn byłego prezydenta Jimmy’ego Cartera. Ustąpił z senatu w maju 2011.
Ensign jest członkiem zielonoświątkowego Kościoła Poczwórnej Ewangelii.